# Сан Поло (Парма)
Сан Поло (итал. San Polo) је насеље у Италији у округу Парма, региону Емилија-Ромања.
Према процени из 2011. у насељу је живело 3820 становника. Насеље се налази на надморској висини од 31 м.